# Lotus Improv
Lotus Improv war eine Tabellenkalkulationssoftware der Firma Lotus Development Corporation (heute ein Unternehmen von IBM) für NeXTStep und Microsoft Windows. Lotus Improv stellte eine hausinterne Konkurrenz für das etablierte Produkt 1-2-3 dar und wurde an Lighthouse Design abgegeben, die Improv unter NeXTstep zu Quantrix weiterentwickelte.

## Versionen
- 1990: Lotus Improv 1.0
- 1993: Lotus Improv 2.0 für Windows